# Agiprand de Spolète
Agiprand de Spolète (en latin, Agiprandus [dux] Spolitinus ; en italien, Agiprando [Duca] di Spoleto) fut brièvement duc de Spolète de 742 à 744.

## Biographie
Neveu ou petit-fils (nepos) du roi des Lombards Liutprand, Agiprand apparaît d'abord dans les textes comme duc de Clusium en Tuscie. En 742, il est nommé par le roi duc de Spolète après la soumission et l'éviction du duc Transamond II qui s'était révolté contre le roi. Depuis Terni, où Liutprand avait rencontré le pape Zacharie, Agiprand fut chargé par son oncle d'escorter le pape jusqu'à Rome tout en lui restituant quatre châteaux de la région d'Orte qui avaient été capturés par les Lombards.
Peu après la mort de Liutprand en janvier 744, Agiprand ne put se maintenir à la tête du duché spolétain et fut renversé par Transamond. Son sort est inconnu ; il fut peut-être tué ou forcé à quitter Spolète.

## Sources primaires
- Paul Diacre, Histoire des Lombards, Livre VI.